# Ford EcoSport
O Ford EcoSport é um crossover subcompacto (compacto no Brasil) fabricado pela Ford.

## História
Lançada em 2003 como linha 2004 e inicialmente apenas no Brasil, a Ford EcoSport de primeira geração era baseada na terceira geração do Fiesta vendido no país, surgida um ano antes. Foram vendidas 27.237 unidades em seus primeiros 12 meses.

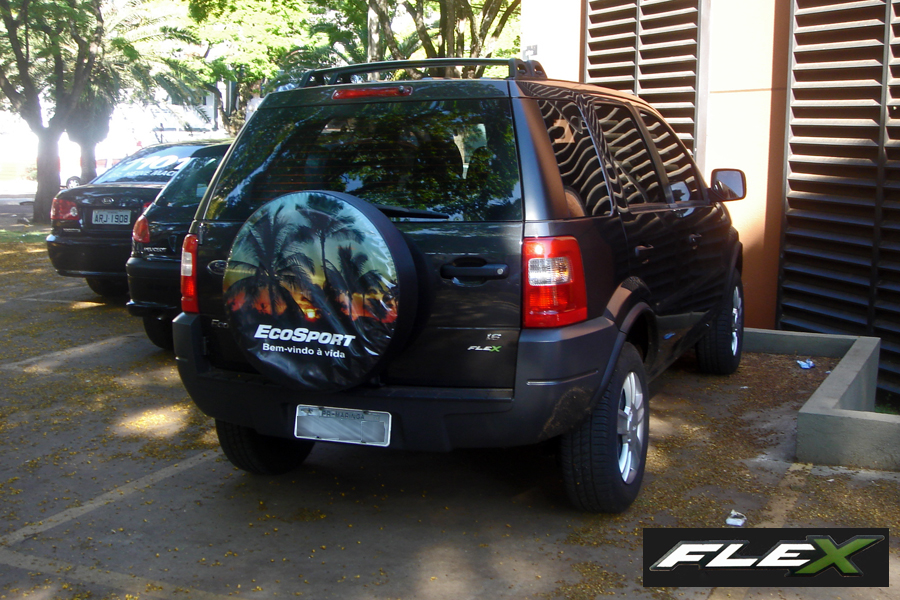

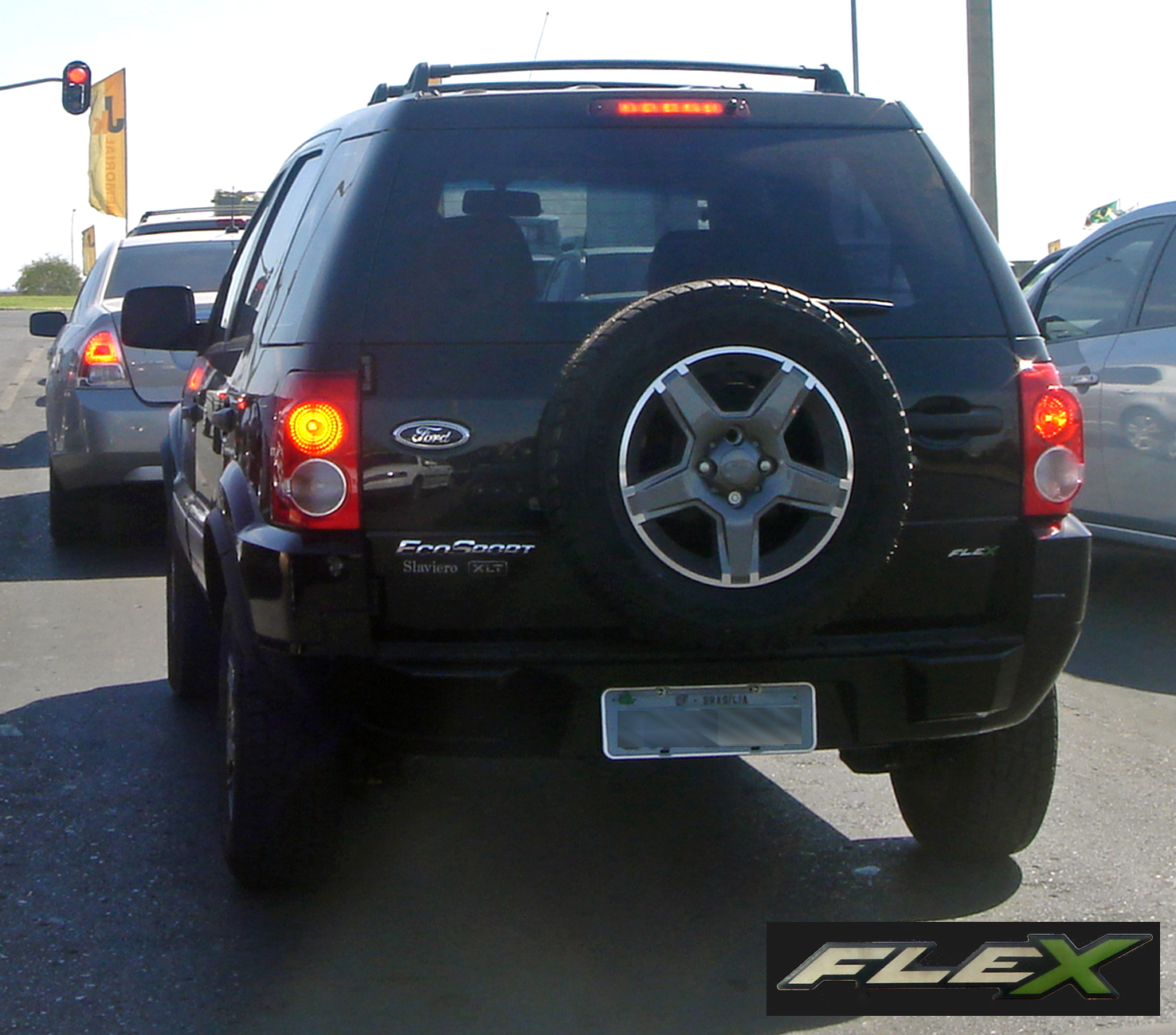
Eco Sport 2° geração Flex

Era oferecido com duas opções de motorização, sendo a versão básica equipada com uma unidade 1.0 8V supercharger (sobrealimentado por compressor mecânico) de 95cv, e as demais com o Zetec Rocam 1.6 8V de 98cv . As três versões de acabamento eram a XL, XLS e XLT, seguindo o padrão mundial da marca para veículos utilitários
Para a linha 2005, o modelo ganha motor Duratec 2.0 16V de 143cv na nova versão 4WD (tração 4x4 integral) e a série especial Freestyle.
Para a linha 2006, a Ecosport perdeu o motor 1.0, que mesmo com o compressor mecânico não era o suficiente para o peso do veículo, além de não trazer a economia de combustível esperada. Assim, a versão básica passava a ser equipada com a unidade Zetec Rocam 1.6, agora flexível em combustível com até 110cv (abastecido com etanol). 
Na linha 2008, passa por uma remodelação de meia vida da geração, ganhando novos faróis, lanternas, acabamentos internos e extermos. A versão Freestyle passa a fazer parte de linha regular e modelo ganha opção de câmbio automático vinculado ao motor 2.0 Duratec, mas perdia a tração integral.
Para a linha 2011, modelo ganha novos para choques, grade, insígnia no capô com o nome ECOSPORT e uma leve mexida na gama de opcionais e itens de série.
De acordo com levantamento realizado no dia 10 de abril de 2011 no site Best Cars, o índice de satisfação dos proprietários é bom, sendo aprovado por cerca de 85% dos proprietários, que apontam como principais pontos positivos o design, espaço interno e dirigibilidade.
Em contraponto às qualidades mencionadas pelos consumidores, itens como consumo, painel de instrumentos e acabamento são considerados defeitos nos automóveis, principalmente nos fabricados até 2005, pois a partir desse ano houve uma série de melhorias que visaram a sanar os pontos fracos.
Em julho de 2012, mas já como linha 2013, chega ao mercado a segunda geração do modelo, completamenta nova e baseada na plataforma global da marca batizada de "B2", que também equipava o Fiesta europeu. Com a linguagem visual chamada de "Kinetic" pela marca, um novo padrão para os carros da Ford, a reestilização trouxe bons ares ao modelo, que passa a ser exportado para ou mesmo produzido em outros países.
Na nova geração, o motor das versões básicas e intermediárias passam a ser o Sigma, unidade 1.6 16v flexível com até 115 cv (etanol) e funcionamento muito mais suave que o Zetec Rocam. O câmbio automático de 4 marchas é substituído pelo famigerado PowerShift de 6 marchas e o motor 2.0 segue sendo o Duratec, mas agora com flexível com até 147cv (etanol). 
Em julho de 2017, mas lançado como modelo 2018, a Ecosport  de segunda geração passou por reestilização com uma nova frente inspirada no Edge e Escape americanos, com grade hexagonal alinhada com os faróis que são maiores com bloco elíptico com lâmpadas de xénon nas versões top de linha Titanium e Storm, com e a seta fazendo companhia aos faróis de neblina e pára choque traseiro saliente. Por dentro, o painel foi renovado com sistema multimídia Sync 3 flutuante com Apple Car Play e Android Auto (nas versões Freestyle, Titanium e STORM).
Era apresentado o novo motor Dragon, unidade 1.5 de três cilindros (12V) com impressionantes 137cv (etanol), com opção de câmbio automático convencional para o lugar do powershift. O motor Duratec 2.0 ganha injeção direta e outras melhorias e passa a render 176cv (etanol), equipando as versões Titanium e Storm, esta sendo equipada também com tração integral.
Para 2019, a versão Titanium perde o tradicional estepe pendurado e o motor passa a ser o 1.5 Dragon das versões SE direct, SE e Freestyle. Assim, o motor 2.0 vira exclusividade da versão Storm..
O veículo foi fabricado em Camaçari (Bahia), no Complexo Industrial Ford Nordeste, onde durante anos fabricou o Fiesta Rocam que saiu de linha para dar lugar ao novo Ka Concept, nova geração do Ford Ka, fabricado nas versões Hatch/Sedan, ambos 4 portas.
Em 11 de janeiro de 2021, o EcoSport deixou de ser fabricado no Brasil por decisão da Ford Motor Company, que fechou suas últimas três fábricas que a montadora tinha no país.

## Ficha técnica
Motor: dianteiro, transversal, 4 cilindros em linha;

Comprimento: 4228mm;

Largura: 1734mm;

Altura: 1622mm (sem bagageiro de teto), 1679mm (com bagageiro de teto);

Distância livre do solo: 200mm;

Distância entre eixos: 2490mm;

Massa em ordem de marcha: entre 1167 e 1387Kg;

Carga máxima: 450Kg;

Tração: Dianteira ou Integral (Modelo 4WD);
Corte motor parado: 3900 e 3950 rpm;

Corte motor em movimento: 6500 rpm

## Modelos

### Ford EcoSport 1.6L Flex (S, SE ou FreeStyle)
Motor: Sigma 1.6L SOHC Flex naturalmente aspirado, a gasolina ou álcool, 16 válvulas, injeção eletrônica

Cilindrada (cm3): 1.596;
Cambio: Automatizada
Diâmetro x curso (mm): 82,07 x 75,50;

Taxa de compressão: 11,0:1;

Módulo de controle eletrônico: ESC;

Potência (cv) 110 @ 6.250 rpm - gasolina / 115 @ 5.500 rpm - álcool;

Torque (mkgf): 14,8 @ 4.250 rpm - gasolina / 15,8 @ 4.250 rpm - álcool;

Velocidade máxima (km/h): 185;

Aceleração (0 a 100 km/h): 11.7sec (alc);

Retomada de velocidade em 4a marcha, 50 a 100 km/h (s) 05,1 (alc);

### Ford EcoSport 2.0L Flex 16V (FreeStyle ou Titanium)
Motor: Duratec 2.0L Flex 16V, a gasolina ou álcool, 16 válvulas, injeção eletrônica;

Cilindrada (cm3): 1.999;

Diâmetro x curso (mm): 87,50 x 83,10;

Taxa de compressão: 10,1:1;

Módulo de controle eletrônico: Black Oak;

Potência (cv): 141 (6.000 rpm)Gas / 145 (6.000 rpm)Alc;

Torque (mkgf): 19,0 (4.250 rpm)Gas / 19,5 Alc;

Velocidade máxima (km/h): 175 

Aceleração (0 a 100 km/h-s): 10,3;

Retomada de velocidade em 4a marcha, 50 a 100 km/h (s): 13,7.

### Ford EcoSport 4WD
O 4WD e uma versão do SUV compacto EcoSport com tração nas quatro rodas, que ganhou o nome de EcoSport 4WD, o motor é o 2.0L 16 Válvulas Duratec de 147 cv (álcool), 141 cv (gasolina) a 4500 rpm e torque de 19,5 kgfm (álcool) 19,1 kgfm (gasolina) a 4250 rpm. O nome "4WD"  em língua inglesa, abreviação de Four (4) Wheel Drive.